# Navidad con las estrellas
Navidad Con Las Estrellas es un álbum que fue realizado para la Navidad de 1979, por la ya desaparecida empresa discográfica Discos Top-Hits bajo encargo de la también desaparecida cadena radial venezolana Radiovisión de la Organización Diego Cisneros. El disco contiene reconocidos aguinaldos navideños venezolanos interpretados por diversos artistas venezolanos quienes formaban parte del grupo de cantantes y músicos del sello mencionado. La cinta maestra del álbum fue digitalizada parcialmente en el año 2008 por la empresa discográfica mexicana Balboa Records, propietaria de la cintoteca de Discos Top-Hits, bajo el sello Musart. Dos de los tres temas restantes aparecieron en otras compilaciones.

## Detalle de los temas
En la edición analógica original, los temas se reseñaron como sigue:
| Lado "A" |                                                    |                          |                    |                                                     |          |  |
| N.º      | Título                                             | Letras                   | Música             | Escritor(es)                                        | Duración |  |
| 1.       | «Aguinaldo Venezolano» (Oscar D' León)             | Isabel Herrera de Umérez | Luis Morales Bance |                                                     | 2:41     |  |
| 2.       | «De Contento» (Los Tigres)                         |                          |                    |                                                     | 2:24     |  |
| 3.       | «Sublime Ideal» (Mirla Castellanos)                |                          |                    | Transcripción y armonización de Vicente Emilio Sojo | 2:44     |  |
| 4.       | «Nochebuena» (Rudy Márquez)                        |                          |                    | Carlos Bonnet                                       | 3:09     |  |
| 5.       | «Como El Rocio» (Rosa Virginia Chacin y Luis Cruz) |                          |                    | Rafael Izaza                                        | 4:02     |  |
| 6.       | «Tun Tun» (Fernando Touzent)                       |                          |                    | Anónimo Venezolano                                  | 2:49     |  |

| Lado "B" |                                                      |        |        |                                                     |          |  |
| N.º      | Título                                               | Letras | Música | Escritor(es)                                        | Duración |  |
| 1.       | «Espléndida Noche» (José Luis Rodríguez "El Puma")   |        |        | Ricardo Pérez                                       | 3:41     |  |
| 2.       | «Niño Lindo» (Eddy Castro y Delia Dorta)             |        |        | Transcripción y armonización de Vicente Emilio Sojo | 2:54     |  |
| 3.       | «Oh Emmanuel» (Trino Mora)                           |        |        | Rafael Izaza                                        | 2:22     |  |
| 4.       | «Din Din [La Jornada)» (Tania Salazar)               |        |        | Transcripción y armonización de Vicente Emilio Sojo | 3:08     |  |
| 5.       | «A Ti Te Cantamos» (Wladimir Lozano)                 |        |        | Ricardo Pérez                                       | 3:00     |  |
| 6.       | «Si Acaso Algún Vecino (El Chaparro)» (Henry Salvat) |        |        | Derechos en Depósito                                | 2:10     |  |

## Créditos[1]
- Arreglos: Raul Fortunato (Temas A-1, 3 4 y 5, B-1 y 4) y Álvaro Serrano (los demás temas)
- Dirección musical y realización: Luis Cruz y Álvaro Serrano.
- Coordinación y Dirección General: Oscar Serfaty.
- Técnico de Mezcla: Julio Anidez.
- Grabado en: Estudios Intersonido C.A. (Caracas)
- Agradecimientos a Carlos Moreán y Raul Fortunato por su trabajo en la realización del álbum
- Fotos: Carlos Beltrán.
- Arte y Diseño del álbum: Luis Antonio Generani.